# Ministri delle finanze della Germania

Logo del Ministero delle Finanze tedesco

I ministri delle finanze della Germania dal 1949 ad oggi sono i seguenti.

## Lista
| Ministro    | Ministro         | Ministro                        | Partito                           | Governo                      | Mandato           | Mandato          |
| Ministro    | Ministro         | Ministro                        | Partito                           | Governo                      | Inizio            | Fine             |
| ----------- | ---------------- | ------------------------------- | --------------------------------- | ---------------------------- | ----------------- | ---------------- |
|             |                  | Fritz Schäffer (1888–1967)      | Unione Cristiano Sociale          | Adenauer I                   | 20 settembre 1949 | 20 ottobre 1953  |
| Adenauer II | 20 ottobre 1953  | Fritz Schäffer (1888–1967)      | Unione Cristiano Sociale          | 29 ottobre 1957              |                   |                  |
|             |                  | Franz Etzel (1902–1970)         | Unione Cristiano Democratica      | Adenauer III                 | 29 ottobre 1957   | 14 novembre 1961 |
|             |                  | Heinz Starke (1911–2001)        | Partito Liberale Democratico      | Adenauer IV                  | 14 novembre 1961  | 19 novembre 1962 |
|             |                  | Rolf Dahlgrün (1908–1969)       | Partito Liberale Democratico      | Adenauer V                   | 19 novembre 1962  | 17 ottobre 1963  |
| Erhard I    | 17 ottobre 1963  | Rolf Dahlgrün (1908–1969)       | Partito Liberale Democratico      | 26 ottobre 1965              |                   |                  |
| Erhard II   | 26 ottobre 1965  | Rolf Dahlgrün (1908–1969)       | Partito Liberale Democratico      | 29 ottobre 1966              |                   |                  |
| Erhard II   |                  |                                 | Kurt Schmücker (1919–1996)        | Unione Cristiano Democratica | 29 ottobre 1966   | 30 novembre 1966 |
|             |                  | Franz Josef Strauß (1915–1988)  | Unione Cristiano Sociale          | Kiesinger                    | 1º dicembre 1966  | 21 ottobre 1969  |
|             |                  | Alex Möller (1903–1985)         | Partito Socialdemocratico         | Brandt I                     | 22 ottobre 1969   | 13 maggio 1971   |
|             |                  | Karl Schiller (1911–1994)       | Partito Socialdemocratico         | Brandt I                     | 13 maggio 1971    | 7 luglio 1972    |
|             |                  | Helmut Schmidt (1918–2015)      | Partito Socialdemocratico         | Brandt I                     | 7 luglio 1972     | 15 dicembre 1972 |
| Brandt II   | 15 dicembre 1972 | Helmut Schmidt (1918–2015)      | Partito Socialdemocratico         | 1º maggio 1974               |                   |                  |
|             |                  | Hans Apel (1932–2011)           | Partito Socialdemocratico         | Schmidt I                    | 16 maggio 1974    | 14 dicembre 1976 |
| Schmidt II  | 16 dicembre 1976 | Hans Apel (1932–2011)           | Partito Socialdemocratico         | 15 febbraio 1978             |                   |                  |
| Schmidt II  |                  |                                 | Hans Matthöfer (1925–2009)        | Partito Socialdemocratico    | 15 febbraio 1978  | 4 novembre 1980  |
| Schmidt III | 6 novembre 1980  | 28 aprile 1982                  | Hans Matthöfer (1925–2009)        | Partito Socialdemocratico    |                   |                  |
| Schmidt III |                  |                                 | Manfred Lahnstein (1937–)         | Partito Socialdemocratico    | 28 aprile 1982    | 1º ottobre 1982  |
|             |                  | Gerhard Stoltenberg (1928–2001) | Unione Cristiano Democratica      | Kohl I                       | 4 ottobre 1982    | 29 marzo 1983    |
| Kohl II     | 30 marzo 1983    | Gerhard Stoltenberg (1928–2001) | Unione Cristiano Democratica      | 11 marzo 1987                |                   |                  |
| Kohl III    | 12 marzo 1987    | Gerhard Stoltenberg (1928–2001) | Unione Cristiano Democratica      | 21 aprile 1989               |                   |                  |
| Kohl III    |                  |                                 | Theodor Waigel (1939–)            | Unione Cristiano Sociale     | 21 aprile 1989    | 18 gennaio 1991  |
| Kohl IV     | 18 gennaio 1991  | 17 novembre 1994                | Theodor Waigel (1939–)            | Unione Cristiano Sociale     |                   |                  |
| Kohl V      | 17 novembre 1994 | 26 ottobre 1998                 | Theodor Waigel (1939–)            | Unione Cristiano Sociale     |                   |                  |
|             |                  | Oskar Lafontaine (1943–)        | Partito Socialdemocratico         | Schröder I                   | 27 ottobre 1998   | 18 marzo 1999    |
|             |                  | Hans Eichel (1941–)             | Partito Socialdemocratico         | Schröder I                   | 12 aprile 1999    | 22 ottobre 2002  |
| Schröder II | 22 ottobre 2002  | Hans Eichel (1941–)             | Partito Socialdemocratico         | 22 novembre 2005             |                   |                  |
|             |                  | Peer Steinbrück (1947–)         | Partito Socialdemocratico         | Merkel I                     | 22 novembre 2005  | 28 ottobre 2009  |
|             |                  | Wolfgang Schäuble (1942–2023)   | Unione Cristiano Democratica      | Merkel II                    | 28 ottobre 2009   | 22 ottobre 2013  |
| Merkel III  | 22 ottobre 2013  | Wolfgang Schäuble (1942–2023)   | Unione Cristiano Democratica      | 24 ottobre 2017              |                   |                  |
| Merkel III  |                  |                                 | Peter Altmaier Ad interim (1958–) | Unione Cristiano Democratica | 24 ottobre 2017   | 14 marzo 2018    |
|             |                  | Olaf Scholz (1958–)             | Partito Socialdemocratico         | Merkel IV                    | 14 marzo 2018     | 8 dicembre 2021  |
|             |                  | Christian Lindner (1979–)       | Partito Liberale Democratico      | Scholz                       | 8 dicembre 2021   | 6 novembre 2024  |
|             |                  | Jörg Kukies (1968–)             | Partito Socialdemocratico         | Scholz                       | 8 novembre 2024   | 6 maggio 2025    |
|             |                  | Lars Klingbeil (1978–)          | Partito Socialdemocratico         | Merz                         | 6 maggio 2025     | in carica        |